# Ernest Werle
 (décembre 2024).
Il peut être nécessaire de l'améliorer pour respecter le principe de neutralité de point de vue. Veuillez consulter la page de discussion pour plus de détails.

 (mars 2021).
Ernest Werle, est un artiste peintre, dessinateur, peintre verrier et maître verrier, né le 11 août 1912 à Haguenau en France, et décédé dans cette même ville le 21 février 1998

## Biographie
Né à Haguenau , Ernest Paul Michel Gustave Werlé fut élève du lycée de cette ville. 
Après son apprentissage de peintre-verrier dans les ateliers OTT de Strasbourg, il étudie à l'Ecole Supérieure des Arts Décoratifs de Strasbourg. Ses Maîtres d'alors sont L-Ph Kamm, Emile Schneider, Allenbach et Camissar.
Il complète sa formation artistique à Paris en 1933 , afin de consolider son savoir faire en matière  d'art moderne et de vitraux abstraits.
A son retour  il ouvre son atelier de création dans sa ville natale et ses premières expositions à Paris, Nîmes ou encore Strasbourg lui confèrent une renommée rapide . 
Dans cette période nous pouvons citer les vitraux des églises de Sessenheim, Lembach, Soultz sous Forets, Niderbronn les Bains en Alsace ou encore Nouméa en Nouvelle Calédonie, et en Algérie.
Ses créations dans le domaine des vitraux d'art, tout comme dans le domaine de la peinture sont très prolifiques. Par ses innovations et ses nombreuses créations Ernest Werle est considéré comme l'un des acteurs majeurs de l'art du vitrail du 20 éme  siècle.Le vitrail a connu un essor insoupçonné sous l'impulsion d'Ernest Werlé avec des réalisations tout à fait modernes et d'avant garde.
Dans ses peintures il est  expressionniste et à la fois abstrait et figuratif dans l'art du vitrail,,.
Les nombreux courants artistiques dont il est témoin tout au long de sa vie enrichiront son art, mais il n'adhérera jamais pleinement à une école ou un mouvement, malgré les heures passées dans les musées à étudier les grands maîtres. De nombreux voyages dans le monde ont été, pour l'artiste, une source inépuisable d'inspiration dans le domaine de la peinture. Son art est resté populaire tout au long de sa vie, sa réputation dans le domaine de la peinture et du vitrail est restée grande.
Il devient membre de la Société des Artistes Indépendants d'Alsace dès 1946.
Ernest  Werlé, a apporté son savoir-faire dans de nombreuses églises tant en France qu'à l'international. L'artiste est à la fois un savant et sensible. C'est un technicien consommé, amoureux du travail bien fait. Le père Paul Winninger, dans ses ouvrages, a écrit qu'Ernest Werlé "complète le quatuor des grands verriers alsaciens"
Il réalisera plus d'une centaine de vitraux d'églises dans le monde et sera largement reconnu par ses pairs,. Ses talents seront récompensés par l'admission dans l'académie des Beaux arts en 1965,
De nombreuses œuvres sont acquises dans différents musées d'Art Moderne et Contemporains ainsi que dans les collections privées, en France comme à l'international.

Il décède le 21 février 1998 et repose à Haguenau. Sur sa tombe l'épitaphe dit: 

« L'homme qui repose ici a œuvré pour un art sincère »

.

## Expositions
1937 à 1939 : Expositions à Paris, Nîmes et Strasbourg
1954 : Galerie Aktuarius Strasbourg
1954 : Maison d'Art Alsacienne Strasbourg
1956:  Maison d'Art Alsacienne Strasbourg
1967 : Musée de Haguenau
1970 : Landau/ Rheinpfalz  Allemagne
1970 : Bad Bergzabern Villa Stressius Allemagne
1973 : Bad Bergzabern Allemagne
1974 : Musée Alsacien Strasbourg
1975 : Maison D'Art Alsacienne Strasbourg
1977 : Musée de Haguenau
1979 et 1981 : Maison d'Art Alsacienne Strasbourg
1982 : Niederbronn les Bains Rétrospective